# Are We Innocent?
Are We Innocent? (dt.: Sind wir unschuldig?) ist das Debütalbum der US-amerikanischen Post-Hardcore-Band Chiba-Ken. Es ist das erste und einzige Album der Band, welches bei Gotham Records produziert wurde. Produzent des Albums ist der Labelgründer Patrick Arn. Das Album besteht aus 11 Songs und hat eine Gesamtspielzeit von 40:58 Minuten. Es erschien am 3. Oktober 2006 und ist weltweit erwerbbar.

## Produktion
Nachdem die Band den Vertrag mit Gotham Records abgeschlossen hatte, begannen die Arbeiten an ihrem Debütalbum. Die Band bekam den Vertrag dank ihrer Demo Winter Sessions. Zuvor war das Label durch ihre EP Faces of the Moment auf die Band aufmerksam geworden. Produziert wurde das Album in den Purple Light Studios und den Jupiter 4 Studios in Santa Monica. Die Songs wurden alle von der Band selbst geschrieben und stehen bei Tony Poppa Music, Go Gotham Publishing und ASCAP unter Lizenz. Aufgenommen wurde das Album von Kenneth Schalk (auch bei Faces of the Moment aktiv) und von seinem Bruder Steve Schalk. Das Layout stammt, wie bei Faces of the Moment von Bassist Joshua Jaffe.

## Verkauf
Das Album wird weltweit verkauft. Darunter sind Online-Händler, wie Amazon und CD Baby, die das Album als CD vertreiben. Rhapsody, iTunes, eMusic und Amazon bieten das Album auch als Download an. Bei 7digital ist Are We Innocent das einzige Album der Band, das dort zum Kauf angeboten wird. Neben den legalen Downloadportalen, gibt es auch illegale Share-Seiten, die das Album (größtenteils „Gratisdownloads“) für Preise unter 19 Cent anbieten.

## Titelliste
1. Born Guilty (Intro)
2. Army Invincible
3. Faster Tonight
4. The Killing Fields
5. Letters Home
6. The Butterfly
7. Drunk For Days
8. Existence
9. Legion
10. Tyson
11. Prisoner 105

## Inhalt (Beispiele)
Inhaltlich geht es in den Songs hauptsächlich um den Krieg und dessen Sinn, sowie um soziale Missstände in der amerikanischen Gesellschaft, allerdings auch um soziale Isolierung und die innere Einsamkeit. Im Song Prisoner 105 erzählt der Sänger die Geschichte eines Gefangenen, den man in der Wüste ausgesetzt hat und dessen Weg ins „Leben“. Er beschreibt den Mann als gläubig, jedoch auch als Drogenabhängig, sodass er nicht weiß, ob Gott ihm geholfen hat.
In dem Song Legion geht es inhaltlich um die Kreuzigung Jesu. In diesem Song wird Jesus als Lügner dargestellt, der wegen der Sünden seines Vaters (Gott) gestorben sein soll.
The Butterfly ist ein Lovesong. Im späteren Verlauf kommt heraus, dass der Protagonist seine Geliebte als Schmetterling beschreibt, der in den Himmel aufsteigt.
In Letters Home, dem sechsten Stück des Albums, geht es um einen Menschen, der nach einer zerbrochenen Beziehung zu einem Mörder mutiert und jeden töten will. Er sagt, dass er alles tun wolle, um wieder zu ihr zurückkommen zu dürfen.

## Musikstil
Die Band verwendet in ihrem Musikstil klassische Elemente des Metal und dem Hard Rock. Der Sänger wechselt in jedem Song vom klaren Gesang zu gutturalen Gesang. Häufig sind dies Screamings, sodass man den Stil auch dem Screamo einordnen kann. Durch den Inhalt der Texte kann man auch schließen, dass die Band mit Elementen des Emo arbeitet.